# Les Billanges
Les Billanges település Franciaországban, Haute-Vienne megyében. Lakosainak száma 298 fő (2022. január 1.). Les Billanges Jabreilles-les-Bordes, Châtelus-le-Marcheix, Saint-Goussaud, Saint-Martin-Sainte-Catherine, Saint-Pierre-Chérignat, La Jonchère-Saint-Maurice és Saint-Laurent-les-Églises községekkel határos.

## Népesség
A település népességének változása:
| Lakosok száma | 311  | 298  | 297  | 288  | 285  | 282  | 287  | 293  | 298  |
|               | 2013 | 2015 | 2016 | 2017 | 2018 | 2019 | 2020 | 2021 | 2022 |